# Chamaerops humilis
Chamaerops humilis, la única especie del género Chamaerops, se conoce popularmente como palmito o palmera enana. Es una de las dos especies, junto con Phoenix theophrasti, de la familia de las palmeras (Arecaceae) nativa de la Europa meridional. Se distribuye por el norte de África y el suroeste de Europa. Es la única especie de palmera autóctona de la península ibérica y las Islas Baleares.

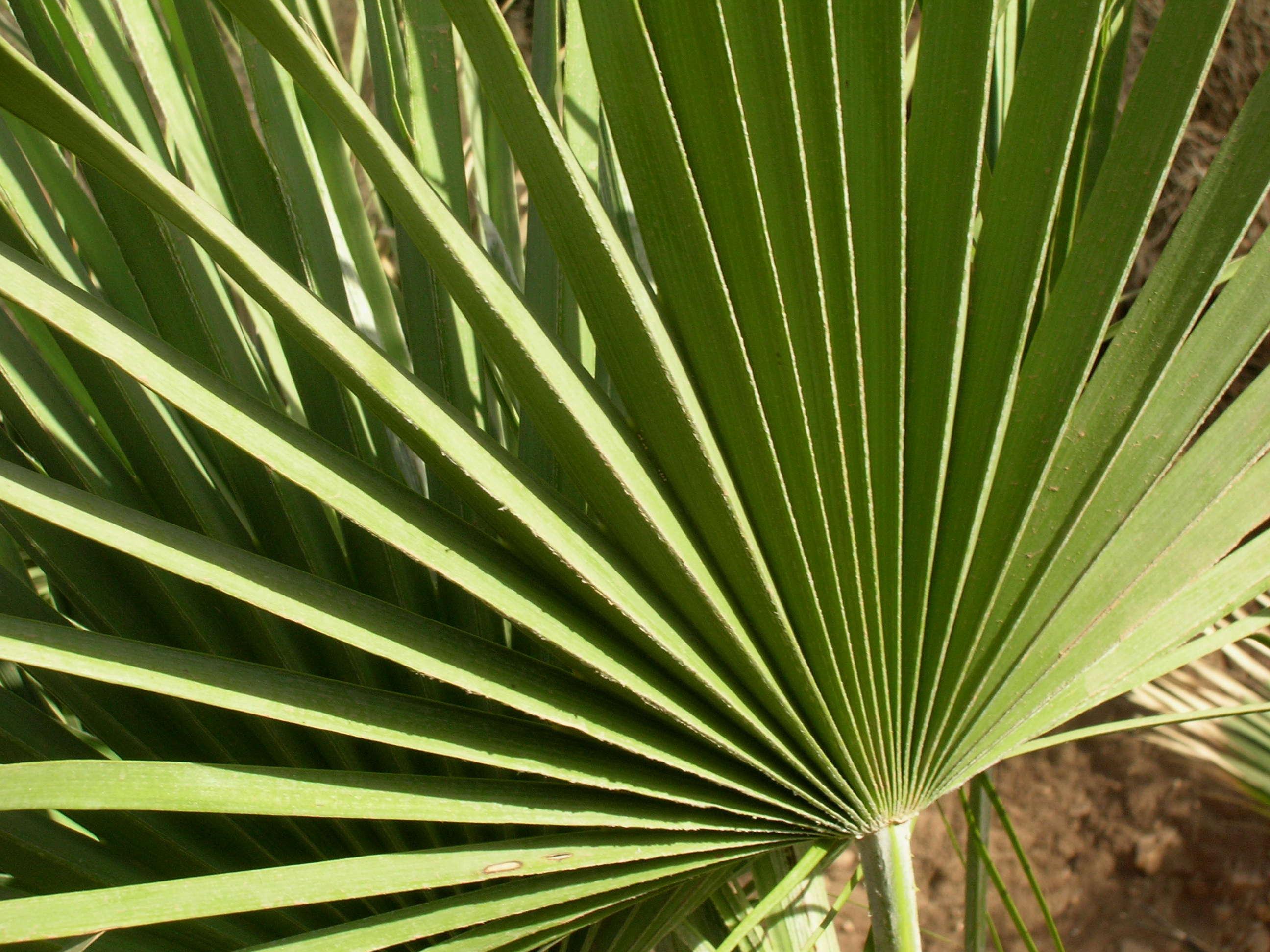
Detalle de la hoja

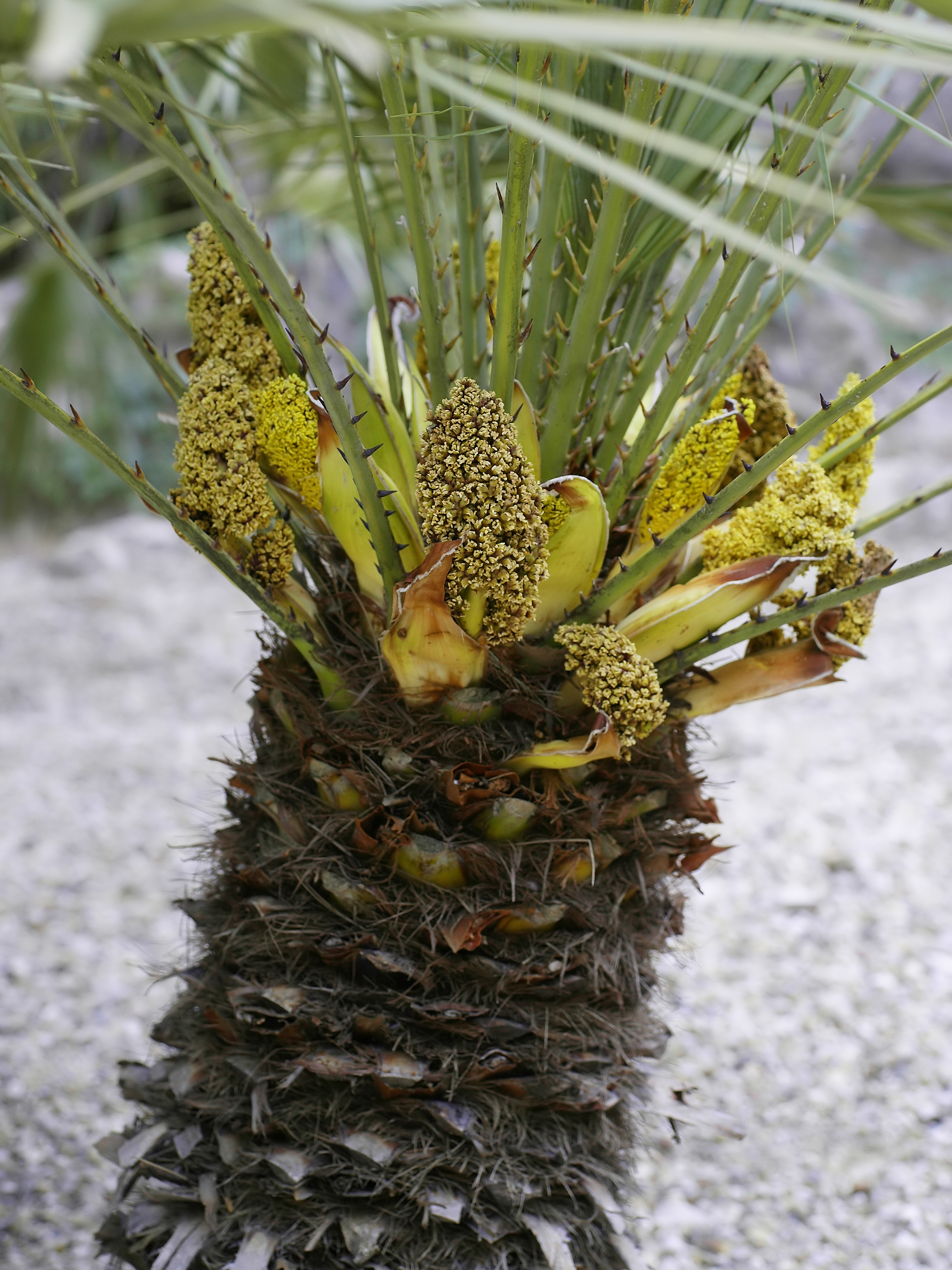
Inflorescencia, flores masculinas.

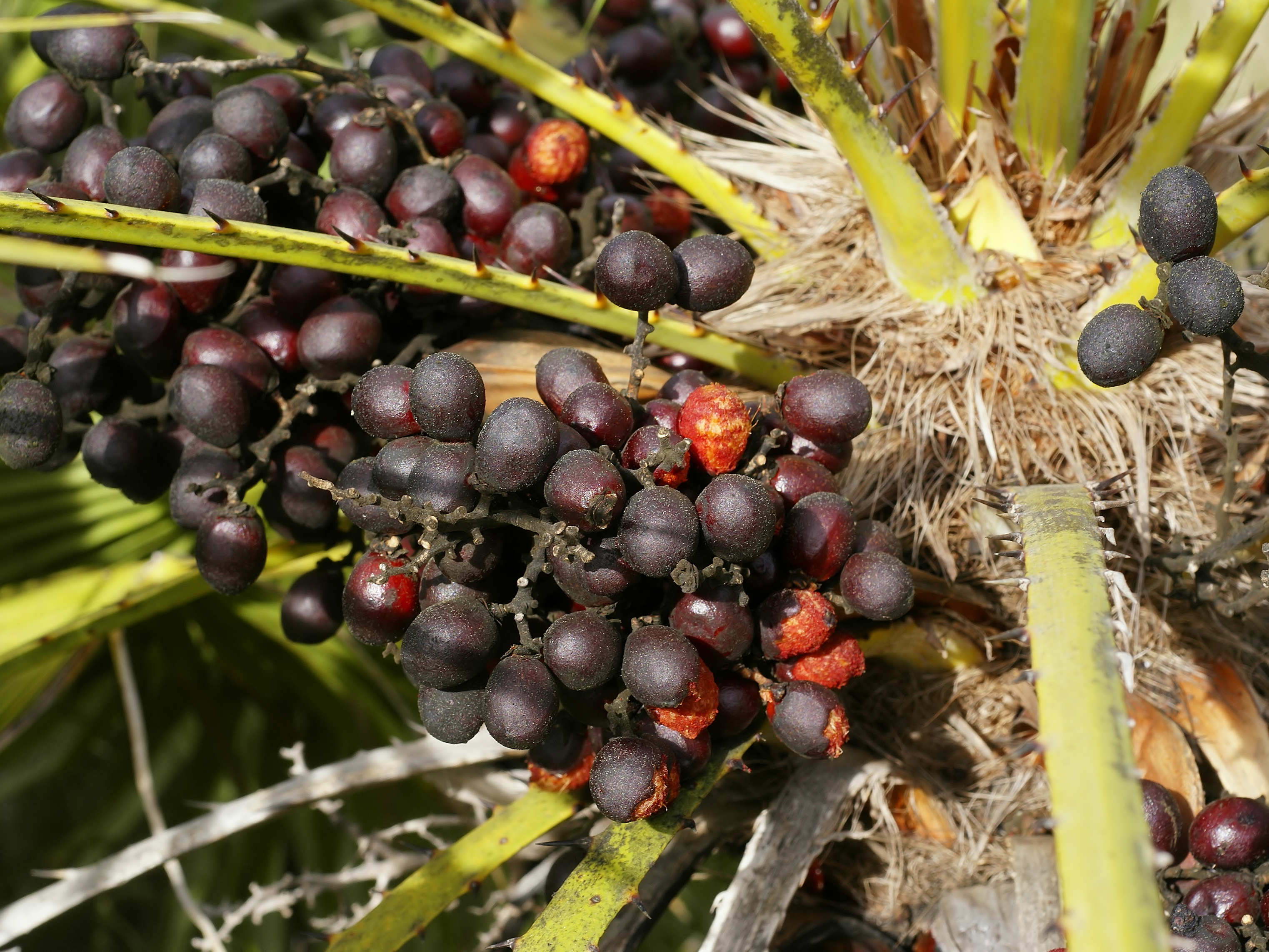
Frutos maduros.

## Descripción
Palmera de hasta 4 m de altura, aunque generalmente menor; ramificada desde la base. Las hojas, de unos 50 a 80 cm de diámetro, son palmeadas y divididas en numerosos folíolos (24 a 32) grisáceos o verde azulados, duros y terminados en ápices bifurcados. Los peciolos están recorridos en toda su longitud por espinas rectas de unos 2 o 3 cm de largo, de color amarillo.
Es una especie dioica (ejemplares masculinos y femeninos separados). Las inflorescencias, de entre 15 a 20 cm de largo, nacen entre las hojas. Produce pequeños frutos carnosos, redondos, de color verde inmaduros tornándose rojizos a negruzcos al madurar. Florece en primavera y los frutos maduran a lo largo del otoño.

## Distribución y hábitat
Se distribuye por las regiones secas a lo largo de la costa mediterránea, desde Italia hacia el oeste. Es común en las costas mediterráneas de España, sobre todo en las de Andalucía, Región de Murcia, Comunidad Valenciana, Islas Baleares y el norte de Marruecos. En la provincia de Almería crece de forma natural en la Sierra de Cabo de Gata, donde es una de sus especies más características.

## Cultivo y usos
La planta tiene valor ornamental y comercial y se emplea en jardinería por su resistencia y rusticidad. Es muy empleada para jardines de rocalla por no alcanzar una gran altura como otras palmeras y para formar setos espinosos que impiden el paso. Se cultiva en invernaderos para la exportación. 
Su valor ecológico reside en la resistencia a la sequía. Sus frutos sirven de alimento a muchas especies autóctonas y su densidad espinosa es aprovechada como refugio para la cría por muchas especies animales.
Sus frutos son ingeridos por mamíferos (tejones, zorros, conejos, ungulados) que, en ocasiones, actúan como dispersantes de las semillas.

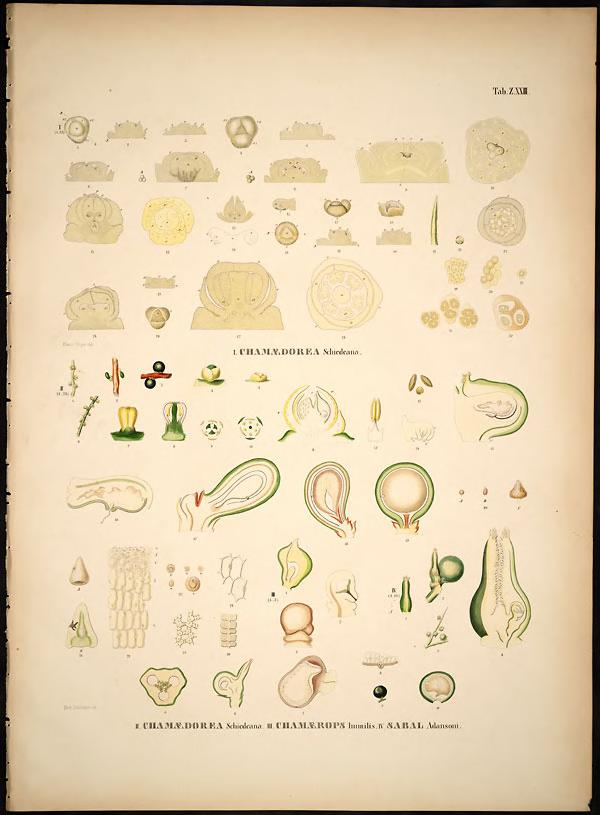
Ilustración realizada entre 1823 y 1850

Las fibras de las hojas se utilizan para elaborar esteras, escobas y cuerdas, también como relleno de tapicerías.

### Propiedades
El fruto tiene un alto contenido en ácido butírico con propiedades nutritivas y se utiliza como antidiarreico y astringente.

## Taxonomía
Chamaerops humilis  fue descrita por Carlos Linneo y publicado en Sp. Pl. 1187 1753.
Etimología
De {gr. chamai, χαμαί}, de pequeño tamaño + {gr. rhops, ropos, ῤώψ, ῤωπός}, matorral, zarza, en Florencio I.Sebastián Yarza, 1964. Diccionario griego-español, ed. Ramón Sopena, Barcelona.
humilis: humilde, en el sentido de pequeño. 

## Variedades
- Chamaerops humilis var. argentea
- Chamaerops humilis var. humilis[9]

## Sinonimia
- Phoenix humilis (L.) Cav.
- Phoenix humilis Royle

- Chamaerops arborescens (Pers.) Steud.
- Chamaerops bilaminata Gentil
- Chamaerops conduplicata J.Kickx f.
- Chamaerops depressa Chabaud
- Chamaerops elegans Hook.f.
- Chamaerops macrocarpa Tineo[10]

## Nombres comunes
- Castellano: cohollo, dátil, dátil de raposa, dátiles de perro, dátil zorrero, escobilla, guaspalma, margallón, palma, palma chiquita, palma de escobas, palma de palmitos, palma enana, palma hembra, palma macho, palma menor, palmera enana, palmiche, palmitera, palmito, palmizón, parma, tamaras.[11]